# Podvodna pantera
Mishipeshu (Water Panther, Underwater Panther, Great Lynx, Water Lynx, Night Panther, Matchi-Manitou, Underground Panther, Underneath Panther) Vodena ili podvodna pantera (ili vodeni ris) moćno je mitološko biće nešto poput križanca pume i zmaja. Water Panther je opasno čudovište koje živi u dubokoj vodi i uzrokuje utapanje muškaraca i žena. Legende nekih plemena vodenu panteru opisuju kao veličine pravog risa ili planinskog lava, dok je kod drugih zvijer ogromna. Jedno je od najvažnijih od nekoliko mitskih vodenih bića među mnogim autohtonim narodima sjeveroistočne Šume i regija Velikih jezera, posebno među Indijancima Chippewa ili Anishinaabe, Algonquin, Ottawa, Shawnee, Cree i Menominee.
Ima glavu i šape divovske mačke, ali je prekriven ljuskama i ima šiljke poput bodeža koji se protežu duž leđa i repa. Mishipeshu otok Michipicoten u Gornjem jezeru naziva svojim domom.
Domorodčki nazivi: Mishibizhiw, Mishibizhii, Mishipeshu, Mishipizheu, Mishibijiw, Mishipizhiw, Mshibzhii, Mshibzhiw, Mishipizhu, Misipisiw, Mishipiishiiw, Messibizi, Missipissy, Mitchipissy, Michipichi, Mishibizhi, Michipizhiw, Mishupishu, Mishepishu, Michipeshu, Misibizhiw, Michipichik, Msipissi, Msi-Pissi, Msipessi, Missibizi, Michi-Pichoux, Gichi-anami'e-bizhiw, Gitche-anahmi-bezheu, Nampeshiu, Nambiza, Nampèshiu, Nampe'shiu, Nambi-Za, Nampeshi'kw, Nambzhew, Naamipeshiwa, Namipeshiwa, Nah-me-pa-she, Peshipeshiwa, Manetuwi-Rusi-Pissi, Manetúwi Msí-Pissí, Maeci-Pesew, Matc-Piseo, Wiä'bskinit Mätc Pis'eu.